# 119e division d'infanterie (Empire allemand)
La 119e division d'infanterie est une unité de l'armée allemande créée en 1915 qui participe à la Première Guerre mondiale. Formée en Lorraine, la division est rapidement transférée sur le front de l'est et prend part à l'offensive de Gorlice-Tarnów. Au cours de l'année 1916, la division occupe plusieurs secteurs de front, elle est employée dans la région du lac Naroth.
En mai 1917, la 119e division est transférée sur le front de l'ouest où elle est successivement engagée à Ypres puis en novembre lors de la contre-attaque allemande sur Cambrai. Au printemps 1918, elle combat lors de l'opération Michael, puis en Flandres. Durant l'été, elle renforce la ligne de front dans un premier temps sur la Somme, puis en Belgique. Après la signature de l'armistice, la division est rapatriée en Allemagne et dissoute.

## Première Guerre mondiale

### Composition

#### 1915 - 1916
- 237e brigade d'infanterie

46e régiment d'infanterie
58e régiment d'infanterie (pl)
46e régiment de réserve
- cavalerie (1916)

1er et 3e escadron du 1er régiment d'uhlans
4e escadron du 1er régiment de chasseurs à cheval
- 237e régiment d'artillerie de campagne (7 batteries)
- 237e compagnie de pionniers

#### 1917
- 237e brigade d'infanterie

46e régiment d'infanterie
58e régiment d'infanterie
46e régiment de réserve
- 4e escadron du 1er régiment chasseurs à cheval
- 119e commandement d'artillerie divisionnaire

237e régiment d'artillerie de campagne (9 batteries)
- 119e bataillon de pionniers

#### 1918
- 237e brigade d'infanterie

46e régiment d'infanterie
58e régiment d'infanterie (3e régiment de Posnanie)
46e régiment de réserve
- 4e escadron du 1er régiment chasseurs à cheval
- 119e commandement d'artillerie divisionnaire

237e régiment d'artillerie de campagne (9 batteries)
2e bataillon du 27e régiment d'artillerie à pied (5e, 6e et 7e batterie)
- 119e bataillon de pionniers

### Historique
La 119e division d'infanterie est formée du 46e régiment d'infanterie issu de la 10e division d'infanterie, du 58e régiment d'infanterie issu de la 9e division d'infanterie et du 46e régiment de réserve issu de la 10e division de réserve.

#### 1915
- 16 mars - 23 avril : formation de la division en Lorraine, instruction.
- 23 - 30 avril : transport par V.F. sur le front de l'est en Galicie.
- 1er - 3 mai : engagée dans l'offensive de Gorlice-Tarnów[1].
- 4 - 23 mai : poursuite des troupes russes. le 23 mai traversée du San.
- 24 - 26 mai : combats autour de Radymno et le long du San.
- 27 mai - 7 juin : combats dans la région de Przemyśl.
- 8 - 15 juin : combats dans la région de Lubaczów.
- 16 juin - 16 juillet : organisation de position le long de la frontière entre la Pologne et la Galicie, combats locaux.
- 16 - 18 juillet : combats autour de Krasnystaw.
- 19 - 28 juillet : poursuite des troupes russes après les combats de Krasnystaw.
- 29 - 30 juillet : combats vers Biskupice.
- 31 juillet - 19 août : organisation et occupation d'un secteur le long du Wieprz et du Boug.
- 19 - 24 août : attaque en direction de Brest-Litovsk.
- 24 août - 4 septembre : occupation d'un secteur entre l'Iasselda et le Boug.
- 4 - 12 septembre : combat vers l'Iasselda et le long de la Zelwianka.
- 13 - 18 septembre : combat vers Slonim.
- 19 septembre 1915 - 20 mars 1916 : organisation et occupation d'un secteur du front dans la région vers Chtchara et le Servetch.

#### 1916
- 20 mars - 30 avril : engagée face à l'offensive du lac Narotch.
- 1er - 25 juin : organisation et occupation d'un secteur du front en Biélorussie dans la région de Smarhon, du lac Naratch et de Tverečius.
- 2 - 7 juillet : une partie de la division est transférée en Bucovine pour faire face à l'offensive Broussilov. Combats au sud-est de Tloumatch.
- 2  - 9 juillet : le reste de la division est engagé face à l'offensive de Baranavitchy.
- 7 juillet - 6 août : combats de position au sud-est de Tloumatch.
- 10 juillet - 9 août : suite des combats vers Baranovitchi et Gorodishche.
- 8 - 13 août : combats en Bucovine au nord et à l'est de Stanislau.
- 13 août - 15 septembre : organisation et occupation d'un secteur du front dans la région de Bystrzyca.
- 15 septembre 1916 - 2 mai 1917 : mouvement de rocade, organisation d'un secteur du front vers la Narayivka, la Zolota Lypa et la Ceniowka.

#### 1917
- 2 - 8 mai : concentration, transport par V.F. vers le front de l'ouest par Berejany, Lviv, Wrocław, Legnica, Dresde, Leipzig, Cassel, Francfort-sur-le-Main, Aix-la-Chapelle, Liège, Bruxelles pour atteindre Roulers[1].
- 8 - 30 mai : occupation d'un secteur le long de la frontière entre la Belgique et la Hollande.
- 1er juin - 18 juillet : mouvement vers le front, occupation d'un secteur vers Ypres.
- 18 juillet - 1er août : retrait du front, repos.
- 2 - 16 août : engagée dans la bataille de Passchendaele, lourdes pertes durant les bombardements alliés et lors de l'attaque du 16 août dans la région de Bikschote.
- 16 août - 16 octobre : mouvement de rocade, occupation d'un secteur du front vers Ypres, 9 et 10 octobre violents combats.
- 16 octobre - 16 novembre : retrait du front, repos dans la région de Gand.
- 17 novembre - 6 décembre : transport par V.F. dans la région de Cambrai. Engagée dans la bataille de Cambrai lors de la contre-attaque allemande à partir du 30 novembre[1].
- 6 - 31 décembre 1918 : retrait du front, repos dans la région de Solesmes.

#### 1918
- 1er- 30 janvier : occupation d'un secteur du front dans la région de Pronville.
- 30 janvier - 12 février : relevée par la 20e division d'infanterie, repos[2].
- 12 - fin février : relève de la 3e division de la Garde au sud-ouest de Cambrai[2].
- fin février - 15 mars : retrait du front, repos et instructions dans la région de Hélesmes.
- 16 - 20 mars : mouvement vers le front, par étapes par Noyelles-sur-Selle, Cambrai pour atteindre Inchy-en-Artois.
- 21 mars - 7 avril : engagée dans l'opération Michael dès le premier jour de l'offensive. Du 23 au 25 mars, la division est placée en seconde ligne. À nouveau en première ligne dans le secteur d'Hébuterne. Ces combats entrainent de fortes pertes à la division.
- 8 - 20 avril : retrait du front, repos.
- 21 avril - 6 mai : mouvement vers les Flandres, engagée dans la bataille de la Lys dans le secteur de Locon.
- 6 mai - 11 juin : retrait du front, mouvement dans la région de Hinges ; repos dans les secteurs de Lille et de Tournai.
- 12 juin - 13 juillet : transport par Orchies et Leforest, relève de la 12e division de réserve[2] dans le secteur de Méricourt.
- 13 juillet - 8 août : relève par la 52e division d'infanterie et repos dans la région d'Orchies[2]. À partir du 1er août, mouvement vers Ham ; repos.
- 8 - 17 août : mise en alerte, la division renforce la ligne de front vers Le Quesnel, engagée dans la bataille de Picardie.
- 17 - 27 août : retrait du front, repos.
- 28 août - 24 septembre : mouvement vers le front, occupation d'un secteur dans la région de Misery et de Licourt.
- 25 septembre - 2 octobre : retrait du front, repos.
- 3 - 18 octobre : mouvement vers le front, en ligne dans le secteur d'Estrées, puis dans le secteur de Beaurevoir et Le Cateau-Cambrésis.
- 18 - 27 octobre : retrait du front, transport par V.F. dans la région de Gand, repos.
- 27 octobre - 11 novembre : relève de la 3e division de Landwehr[2] au sud de Machelen. À partir du 9 novembre, repli de la ligne par Olsene et Nazareth. Après la signature de l'armistice, la division est transférée en Allemagne et dissoute à la fin de l'année.

## Chefs de corps
| Grade                        | Nom                  | Date                                |
| ---------------------------- | -------------------- | ----------------------------------- |
| Generalmajor                 | Karl von Behr        | 15 mars 1915 - 5 septembre 1916     |
| Generalmajor/Generalleutnant | Paul Grünert         | 6 septembre 1916 - 13 novembre 1917 |
| Generalmajor                 | Karl Wilhelm Berger  | 14 novembre 1917 - 23 août 1918     |
| Generalleutnant              | Eduard von Jena (de) | 23 août - 7 septembre 1918          |
| Generalleutnant              | Gustav Hagenberg     | 8 septembre - 19 décembre 1918      |